# Slottsvångsskolan

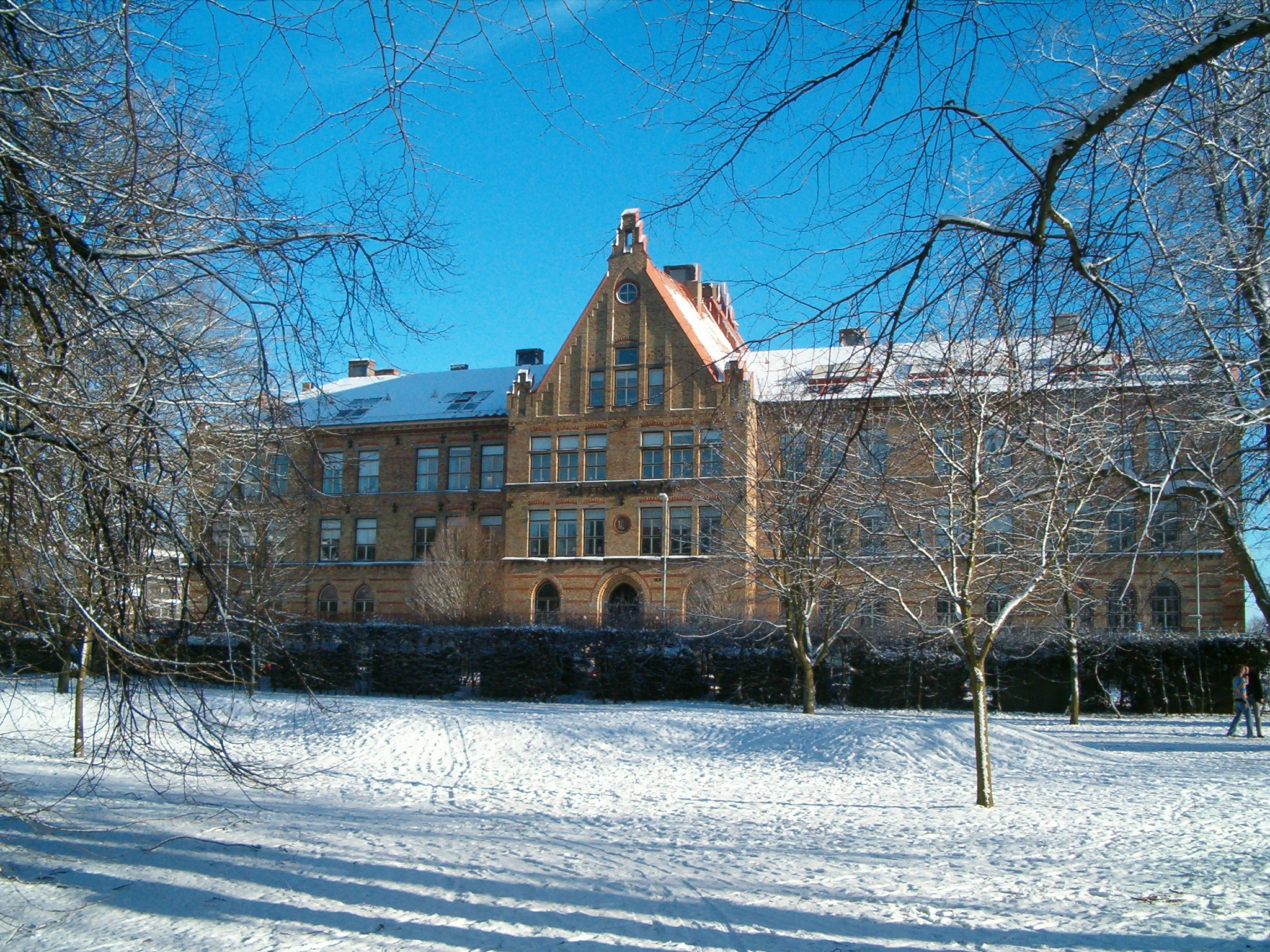
Slottsvångsskolan i vinterskrud.

Slottsvångsskolan, kallat Slottet, är en grundskola i Helsingborg. Skolan ligger strax intill Kärnan på Slottshöjden och är en F–9-skola. Till Slottsvångens skolområde tillhör även Söderskolan, som är en F–3-skola belägen på Söder, samt förskolorna Tornérhjelm, Gräshoppan, IFF och John Blund.

## Byggnaden
Skolan ritades av den blivande stads- och rådhusarkitekten Alfred Hellerström och invigdes 1892. Byggnaden är uppförd i återhållsamt gotiserande stil med gult tegel i tre våningar, centralt placerad frontespis och axelsymmetrisk fasad. Fönstren i bottenvåningen har spetsbågsvalv, medan de övre våningarna fönster har raka valv. Gavlarna är sluta och fönsterlösa, förutom mindre frontespiser med fönster i fasadernas mitt. Fasaden mot Bergaliden är mer stram och enkel, medan fasaden mot skolgården är mer upplöst med utstickande flyglar och en halvcylinderformad utbyggnad i den centrala fronstespisen. Byggnaden vilar på en sockel i natursten och det, förutom vid frontespiserna, valmade taket är klätt med röd plåt. 
Strax norr om skolan ligger Helsingborgs första reella folkskolebyggnad, Östra skolan, byggd 1866 och numera Helsingborgs skolmuseum, vilken i jämförelse är i en hel annan skala.

## Historik
Helsingborgs stadsfullmäktige beslöt 1866 att stycka av delar av magistratens gamla löningsjordar på Lilla Möllevången, Tornvången och Slottsvången som villatomter. Dock hade seden med villabebyggelse inte slagit igenom i Sverige än. Eftersom endast ett fåtal av tomterna såldes valde staden att upplåta resterande tomter för offentliga byggnader och institutioner. Bland de sista tomterna att bebyggas var tomten för en ny, stor folkskolebyggnad, vilket beslutades 1890. Området hade då omvandlats till ett institutionsstråk med sjukhus, hospital och skolor. Den nya skolan var den första i sitt slag av de skolbyggnader i mycket större skala som byggdes i Helsingborg vid den här tiden som svar på stadens kraftiga befolkningsökning. Till en början kallades den helt enkelt för "Nya skolan", men bytte senare namn till det nuvarande efter det gamla namnet på marken skolan är byggd på, Slottsvången. Den efterföljdes av Gustav Adolfskolan på Söder (1900) och Magnus Stenbocksskolan på Tågaborg (1911). Dock var det inte populärt bland alla invånare med de nya stora skolorna och byggnaden uppfördes under protester från vissa håll. Skolans gymnastiksal är från 1896. Byggnaden var platsen för Helsingborgs första rundradiostation från 1922.